# João Victor (calciatore 1998)
João Victor da Silva Marcelino (Bauru, 17 luglio 1998) è un calciatore brasiliano, difensore del CSKA Mosca.

## Caratteristiche tecniche
È un difensore centrale.

## Carriera

### Club

#### Inizi in Brasile
Nato a Bauru, dopo delle esperienze in giro per il Brasile con Noroeste, Botafogo-SP. Nel 2015 si unisce al Coimbra, che subito lo cede in prestito biennale all'Atlético Mineiro. Nel 2017 si unisce, sempre in prestito, al settore giovanile del Corinthians, che in seguito acquista il 55% del suo cartellino.
Nel novembre 2019, dopo aver esordito in Copa Paulista con la seconda squadra del Corinthians, si trasferisce a titolo temporaneo all'Inter de Limeira, con cui disputa il Campionato Paulista. Grazie alle ottime prestazioni fornite con la maglia del club paulista, l'anno seguente viene mandato nuovamente in prestito, stavolta all'Atl. Goianiense. Il 30 agosto 2020 debutta nel Brasileirão, disputando l'incontro perso 2-0 contro il Ceará.
Conclusa la stagione con il Dragão totalizzando 30 presenze e zero reti tra campionato nazionale e regionale, fa ritorno al Corinthians.
Dopo aver debuttato il 7 marzo 2021 nel Campionato Paulista, il 7 maggio, debutta anche nelle competizioni internazionali in occasione della vittoria esterna per 0-3 contro lo Sport Huancayo in Coppa Sudamericana.

#### Benfica e prestito al Nantes
L'8 luglio 2022, viene acquistato dal Benfica per un compenso di 8,5 milioni di euro, valido per l'acquisto dell'80% delle sue prestazioni sportive. Dopo essere stato fuori per tre mesi a causa di un infortunio alla caviglia, il 15 ottobre debutta con i portoghesi, subentrando ad António Silva al 91' nel pareggio per 1-1 contro il Caldas, valido per il terzo turno di Taça de Portugal, poi vinto 6-4 ai calci di rigore.
Dopo aver collezionato altre due presenze con le Águias in Coppa di Lega, il 25 gennaio 2023, viene si trasferisce a titolo temporaneo al Nantes fino a fine stagione. Il 1º febbraio 2023 debutta in campionato con i canarini nella sconfitta per 0-2 contro l'Olympique Marsiglia: nell'occasione è protagonista (in negativo) del vantaggio dell'OM, realizzando un autogol; mentre l'8 febbraio debutta in Coppa di Francia nella vittoria ai tiri di rigore contro l'Angers, realizzando nell'occasione il proprio tentativo dal dischetto e contribuendo così al passaggio del turno.
Nella succitata competizione João Victor e i canarini raggiungono la finale, poi persa con il risultato di 1-5 contro il Tolosa.
Concluso il prestito in Francia con sedici presenze complessive, nel luglio 2023 fa ritorno al Benfica. Il 9 agosto 2023, seppur non giocando, vince il primo trofeo della sua carriera, la supercoppa portoghese ai danni del Porto.
Il 2 settembre 2023 fa il proprio debutto assoluto in campionato con la maglia del club portoghese, subentrando ad Alexander Bah nel corso della vittoria per 4-0 contro il Vitória Guimarães.

#### Vasco da Gama
Il 31 dicembre 2023 fa ritorno in Brasile, venendo acquistato a titolo definitivo dal Vasco da Gama, per un corrispettivo dichiarato di 6 milioni di euro più 2 milioni di possibili bonus.

#### CSKA Mosca
Il 20 agosto 2025 si trasferisce ai russi del CSKA Mosca firmando un contratto valido fino al 2029.

## Statistiche

### Presenze e reti nei club
Statistiche aggiornate al 11 giugno 2024.
| Stagione           | Squadra            | Campionato         | Campionato | Campionato | Coppe nazionali | Coppe nazionali | Coppe nazionali | Coppe europee | Coppe europee | Coppe europee | Altre coppe | Altre coppe | Altre coppe | Totale | Totale |
| Stagione           | Squadra            | Comp               | Pres       | Reti       | Comp            | Pres            | Reti            | Comp          | Pres          | Reti          | Comp        | Pres        | Reti        | Pres   | Reti   |
| ------------------ | ------------------ | ------------------ | ---------- | ---------- | --------------- | --------------- | --------------- | ------------- | ------------- | ------------- | ----------- | ----------- | ----------- | ------ | ------ |
| 2019               | Corinthians        | A1/SP+A            | 0          | 0          | CB              | 0               | 0               | CL            | 0             | 0             | -           | -           | -           | 0      | 0      |
| gen.-apr. 2020     | Inter de Limeira   | A1/SP              | 9          | 0          | -               | -               | -               | -             | -             | -             | -           | -           | -           | 9      | 0      |
| 2020               | Atl. Goianiense    | PD/GO+A            | 3+27       | 0          | CB              | 5               | 0               | -             | -             | -             | -           | -           | -           | 33     | 0      |
| 2021               | Corinthians        | A1/SP+A            | 8+36       | 0          | CB              | 1               | 0               | CS            | 3             | 0             | -           | -           | -           | 48     | 0      |
| 2022               | Corinthians        | A1/SP+A            | 13+7       | 0          | CB              | 2               | 0               | CL            | 6             | 0             | -           | -           | -           | 0      | 0      |
| Totale Corinthians | Totale Corinthians | Totale Corinthians | 64         | 0          |                 | 3               | 0               |               | 9             | 0             |             | -           | -           | 76     | 0      |
| 2022-gen. 2023     | Benfica            | PL                 | 0          | 0          | CP+CdL          | 1+2             | 0               | UCL           | 0             | 0             | -           | -           | -           | 3      | 0      |
| gen.-giu. 2023     | Nantes             | L1                 | 13         | 0          | CF              | 3               | 0               | UEL           | 0             | 0             | SF          | -           | -           | 16     | 0      |
| 2023-gen. 2024     | Benfica            | PL                 | 2          | 0          | CP+CdL          | 0               | 0               | UCL           | 0             | 0             | SP          | 0           | 0           | 2      | 0      |
| 2024               | Vasco da Gama      | A1/RJ+A            | 9+5        | 0          | CB              | 3               | 0               | -             | -             | -             | -           | -           | -           | 17     | 0      |
| Totale carriera    | Totale carriera    | Totale carriera    | 132        | 0          |                 | 17              | 0               |               | 9             | 0             |             | 0           | 0           | 158    | 0      |

## Palmarès
- Supercoppa di Portogallo: 1

Benfica: 2023